# Basar

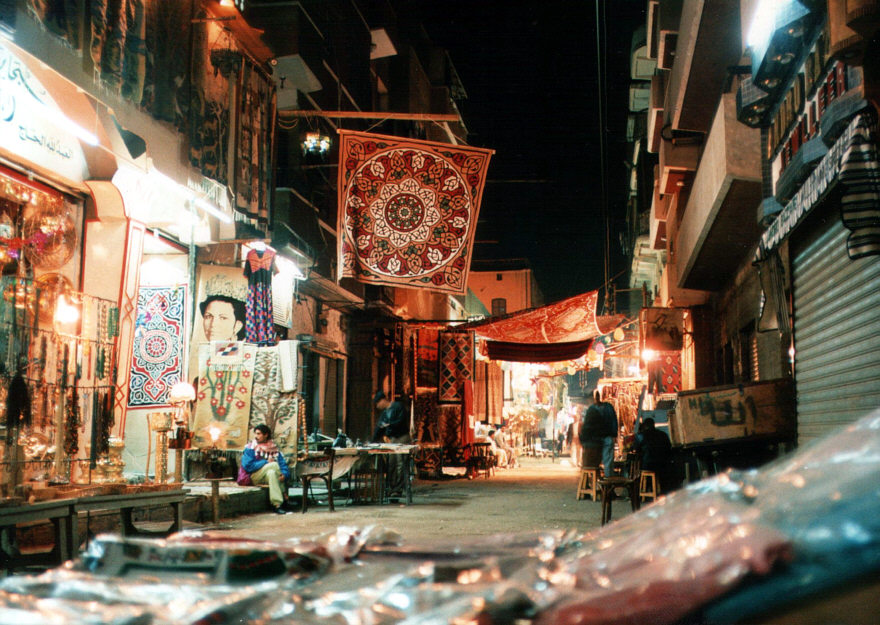
Diwanbasar im ägyptischen Luxor (1995)

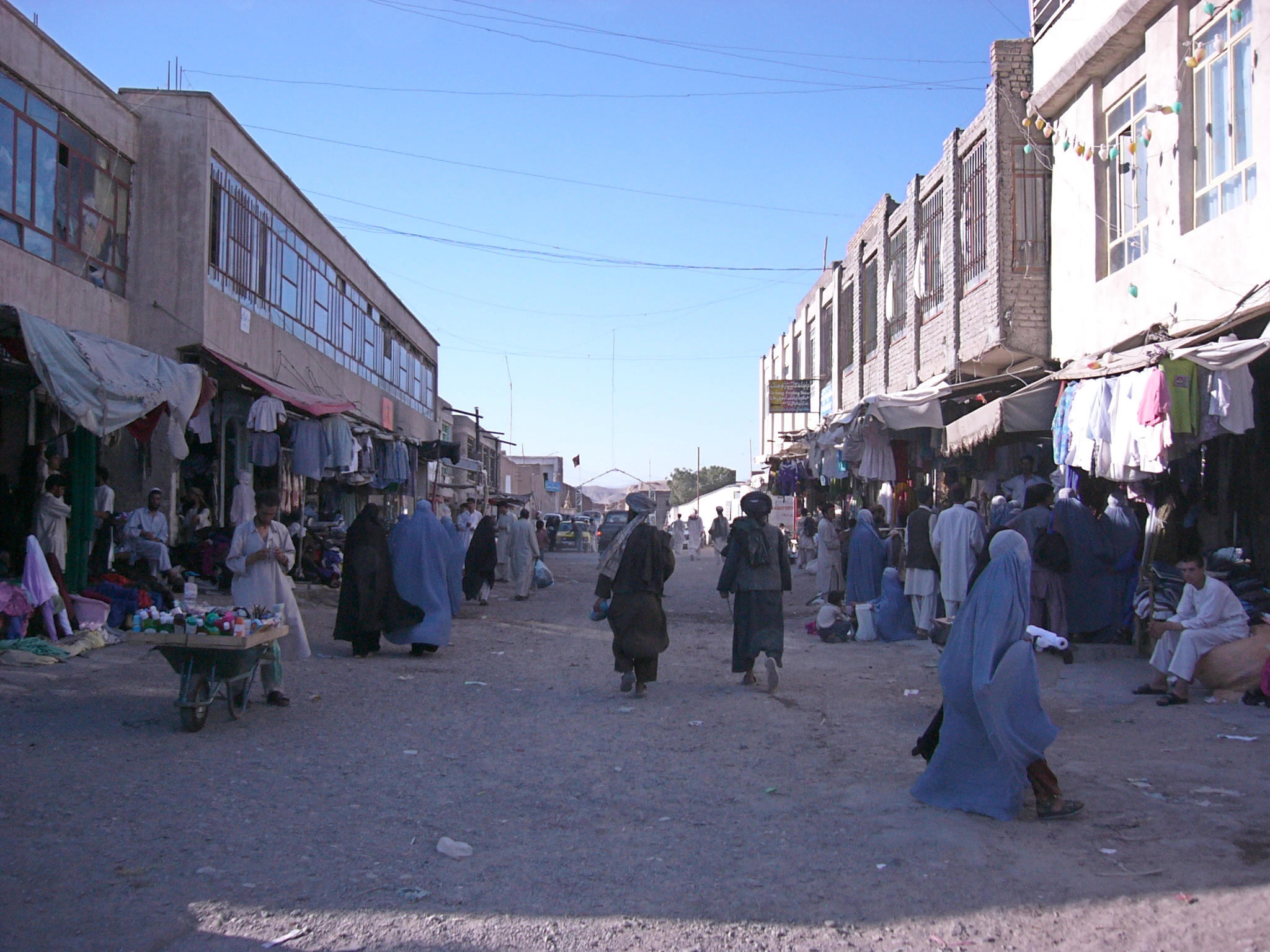
Kleiderbasar im afghanischen Herat (2004)

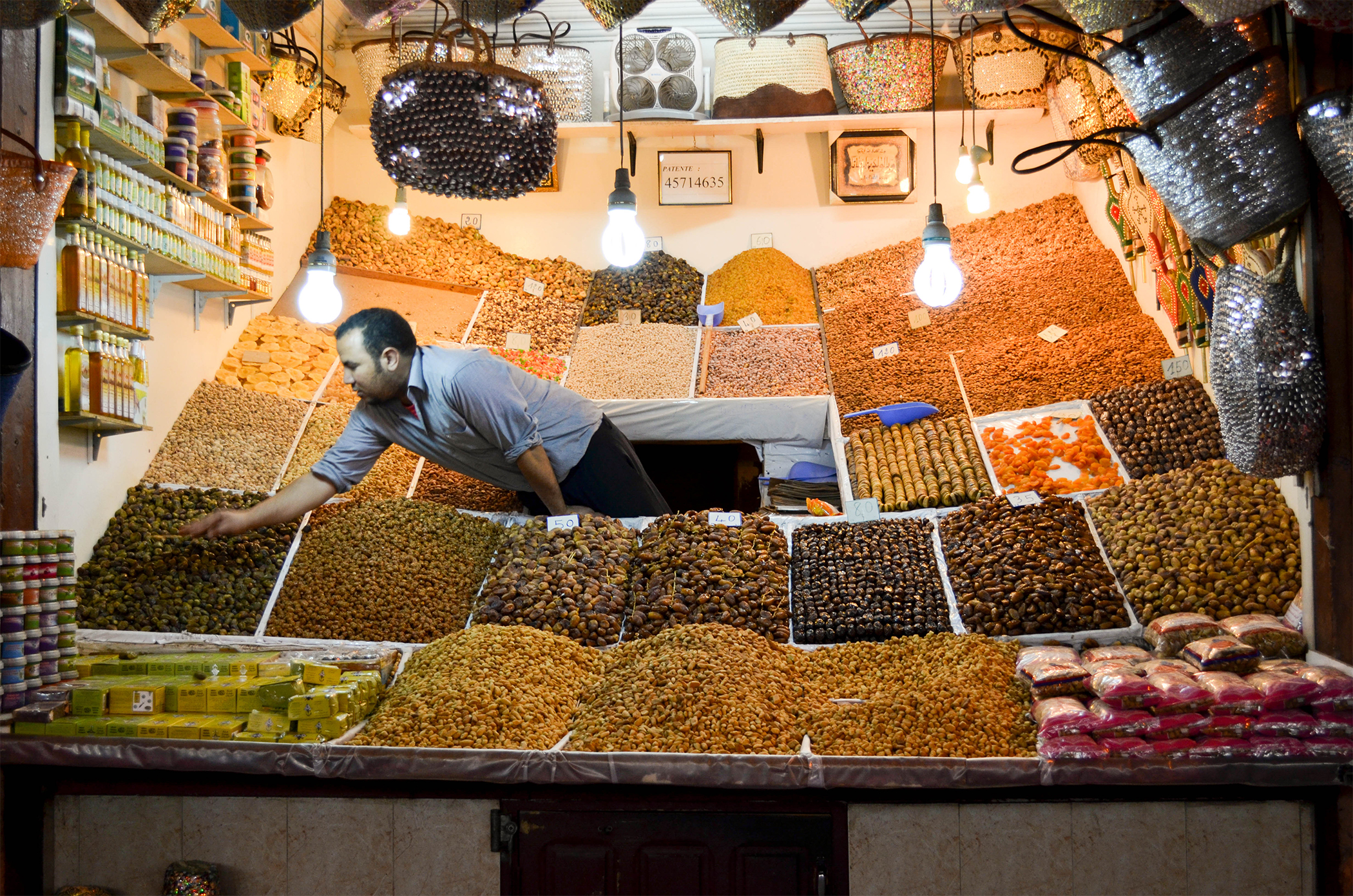
Basarstand mit Früchten im marokkanischen Marrakesch (2014)

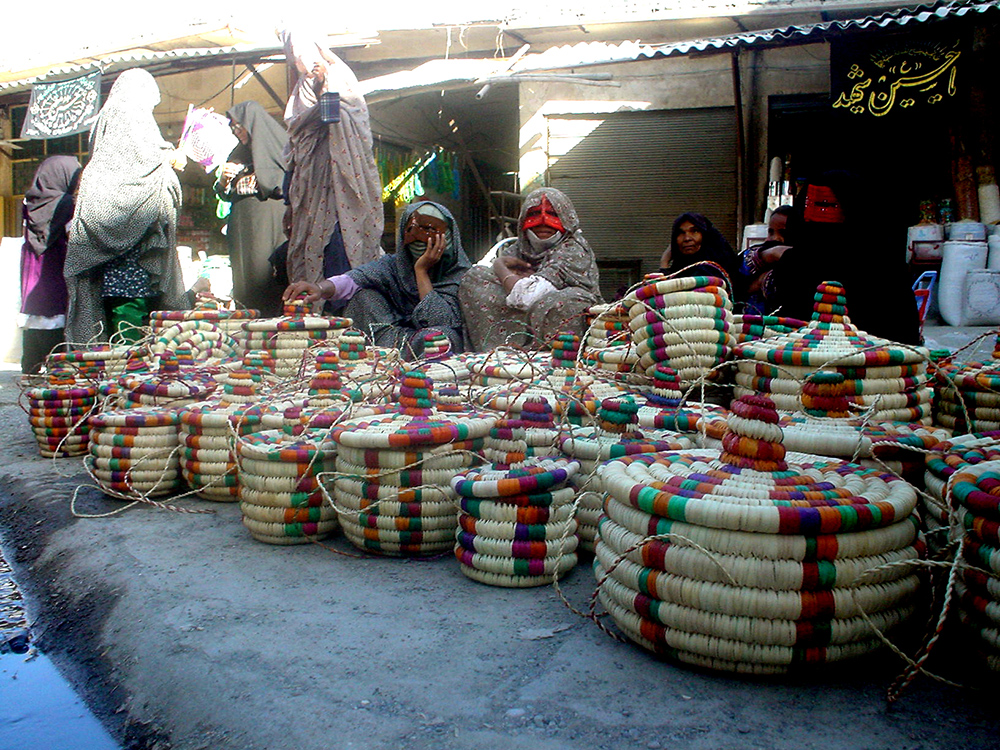
Der bekannte Pandschdschambe-Basar (Donnerstagsmarkt) in Minab

Basar oder Bazar (persisch بازار, DMG Bāzār) ist das aus dem Persischen stammende Wort für Markt. Wie das deutsche Lehnwort bezeichnet Basar sowohl die Zusammenführung von Angebot von und Nachfrage nach Handelsobjekten als auch den Handelsplatz, der hinsichtlich seiner Gestaltung, Lokalisierung und Funktion spezifische Charakteristika aufweist.

## Allgemeines
Der Begriff Basar (von Persisch bāzār, zurück auf Altpersisch vāčar) wird vorwiegend für Märkte in orientalisch-islamischen Städten verwendet und ist als Lehnwort in viele Sprachen von Asien bis Europa eingegangen.
Ein Kennzeichen orientalischer Basare ist die Aneinanderreihung von Geschäften, die Waren derselben Kategorie (z. B. Schuhe, Gewürze oder Stoffe) verkaufen. Im Gegensatz dazu bemühen sich mitteleuropäische Händler seit der Industrialisierung eher um Gebietsschutz, versuchen also, sich räumlich möglichst deutlich von konkurrierenden Händlern zu distanzieren. Ein weiteres Kennzeichen des Basars ist die funktionale Verflechtung von Groß- und Einzelhandel. Der Basar liegt meistens in der Nähe der Hauptmoschee und ist im Gegensatz zu europäischen Märkten entweder in einem Gebäude mit Gewölben oder als überdachte Ladenstraße üblich.
Auf einem orientalischen Basar ist es allgemein die Regel, die Preise durch Verhandeln (Feilschen) zu bestimmen. Wenn überhaupt Preisschilder vorhanden sind, dann dienen diese lediglich der Orientierung bzw. als Einstiegsgebot des Verkäufers. Wort- und gestenreich zu verhandeln ist nicht nur erlaubt, sondern ausdrücklich erwünscht. Westliche Touristen, die aus Angst, Unkenntnis oder Großzügigkeit darauf verzichten, werden in vielen orientalischen Ländern als unhöflich oder arrogant angesehen. Elias Canetti beschrieb ihn folgendermaßen: „Neben den Läden, wo nur verkauft wird, gibt es viele, vor denen man zusehen kann, wie die Gegenstände erzeugt werden. So ist man von Anfang an dabei, und das stimmt den Betrachter heiter. Denn zur Verödung unseres modernen Lebens gehört es, dass wir alles fix und fertig ins Haus und zum Gebrauch bekommen, wie aus hässlichen Zauberapparaten“.

## Geschichte
Basare entstanden wohl in ihrer heutigen Form erstmals im 16. Jahrhundert im persischen Täbris, von wo aus sie sich über ganz Arabien verbreiteten, wo sie als Suq (arabisch سوق, DMG Sūq ‚Markt‘) bezeichnet wurden. Ähnliche Marktplätze errichtete bereits zuvor der Statthalter Yazid ibn Hatim al-Muhallabi während seiner Regierungszeit (771–787) in Tripolis. Die Überwachung der Preisbildung, der Waren und der Akteure übernahm im Islam der Sittenwächter (arabisch محتسب, DMG muḥtasib). Adam Olearius berichtete 1656 in seinen Reisebeschreibungen erstmals in Europa über die persischen Basare.